# Jean-Francis Laglenne
Jean-Francis Laglenne est un artiste peintre et décorateur de théâtre de l'École de Paris né le 23 juillet 1897 à Paris. Il vivait au 134, avenue de Villiers dans le 17e arrondissement et est mort le 6 janvier 1962 dans le 15e arrondissement de Paris.

## Biographie

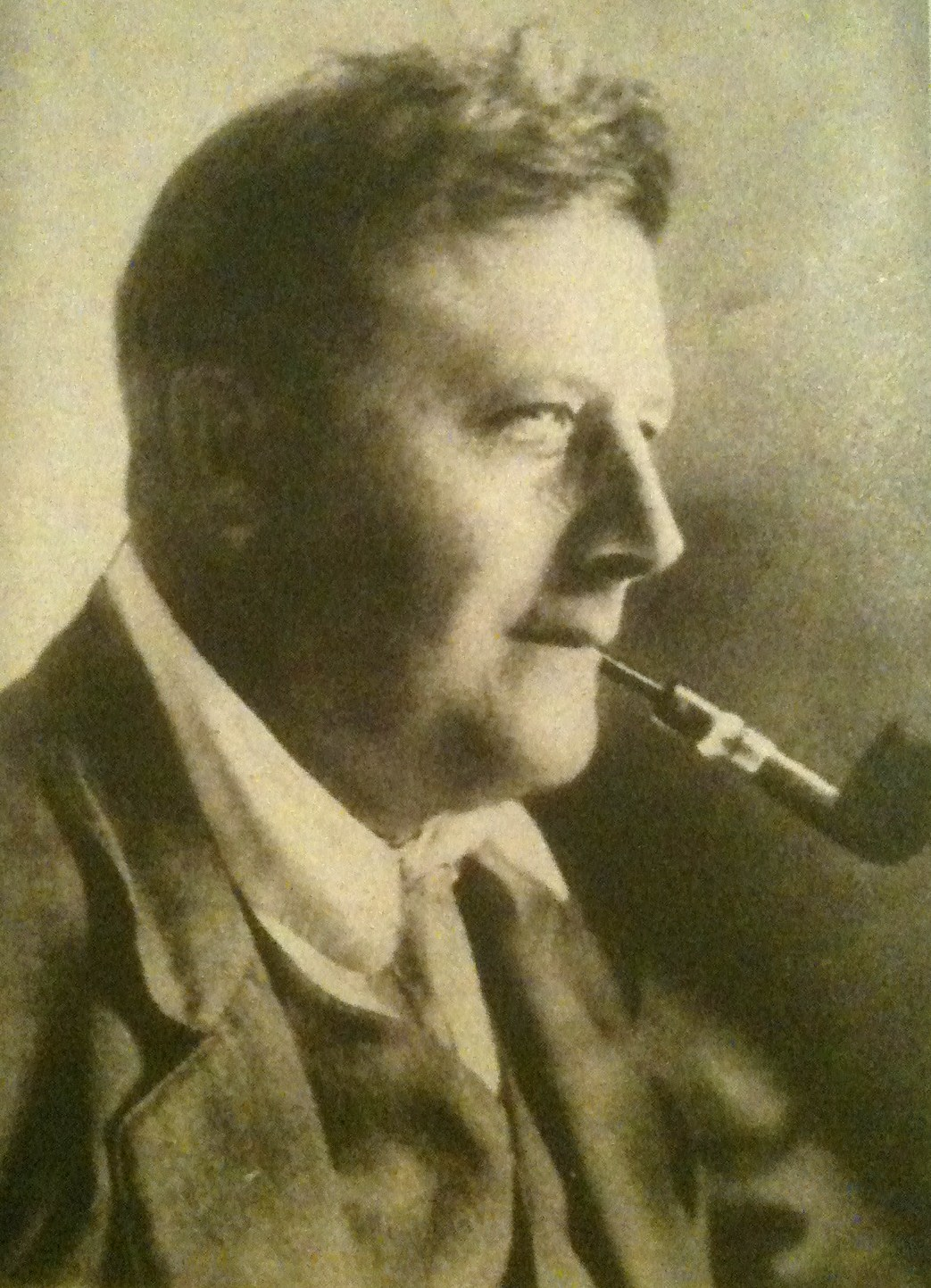
Henri-Gabriel Ibels

C'est en 1916 que, sur la liste des élèves de l'École nationale supérieure des arts décoratifs, on trouve le nom de Jean-Francis Laglenne. Ses études étant presque immédiatement interrompues par la guerre, il ne les reprend, après avoir travaillé seul, qu'en 1919. Participant aux salons parisiens dès 1920, il est ensuite introduit dans le monde du théâtre par Henri-Gabriel Ibels. Devenant décorateur et créateur de costumes, c'est une personnalité du théâtre, Lugné-Poe, qui organise sa première exposition personnelle à Paris. 
Le dictionnaire Bénézit indique Jean-Francis Laglenne comme membre du groupe du néo-humanisme à partir de 1924, année où il participe à la première exposition de ce groupe au sein duquel le rejoindront Christian Bérard (1926), Léon Zack (1930) et dont Waldemar-George se fera le théoricien: il s'agit de « restaurer les valeurs spirituelles en les recentrant sur l'humanisme », ce qui se traduit en peinture par une représentation de l'homme et le refus de l'art abstrait. Notre artiste est encore un jeune peintre fort peu connu, en un Paris où il fréquente Pierre et Annette Charbonnier, René Crevel, Christian Bérard, Louis Marcoussis, Pablo Picasso, Darius Milhaud, Marcel Herrand et Claude Autant-Lara, lorsque, en théoricien de l'art, il écrit des articles pour les revues Choses de théâtre et Cinéa, pour Paris-Journal, puis surtout lorsqu'il signe dans la revue Cahiers du mois un article intitulé Peinture et cinéma qui énonce sa singularité au sein du groupe du néo-humanisme: l'historienne Jennifer Jane Wild (Université de l'Iowa) s'appuie sur ce dernier article pour restituer un mouvement alors issu des milieux d'avant-garde et se définissant par un néologisme aujourd'hui oublié: « art cinémental ». Laglenne décrit ainsi sa propre peinture - caractérisée bien plus par le mouvement que par le souci du détail, confirmera Jean-Pierre Delarge - comme s'orientant vers « des formes qui témoignent de recherches nouvelles dans les valeurs optiques », vers des « déformations » dont il ne nie pas la parenté avec « les intentions de la peinture expressionniste » et qu'il identifie comme « l'imagination cinémentale de la peinture contemporaine en ce qu'elle s'efforce d'atteindre l'esprit par l'effet de la sensibilité ». Dans l'œuvre de Laglenne, notera de la sorte une jeune personne dans sa visite de 2015 à la Piscine de Roubaix, on trouve « des couleurs non réalistes et un côté déstructuré qui lui donne un aspect irréaliste ».   
Exposant alors à la Galerie Berthe Weill, puis à la Galerie Vavin Raspail, le style de Jean-Francis Laglenne, suggérant la filiation cubiste, fait que Maurice Raynal, fervent apôtre de ce mouvement, est le premier critique d'art à le remarquer parmi les artistes émergents de 1925 (où Raynal cite aussi Yves Alix, André Beaudin, Marcel Gromaire, André Lhote, Auguste Mambour, Roland Oudot et André Dunoyer de Segonzac), tandis que Georges Charensol évoque en 1926 dans Le Soir « un charmant petit maître qui fait un art très jeune et un peu féminin, des toiles claires, lumineuses, agréables à regarder ».

## Œuvres

### Peinture
- Natures mortes (sujet majeur: vases de fleurs).
- Portraits du monde du spectacle et de la haute couture (Elsa Schiaparelli[13]).
- Œuvres à caractère social (Les partisans de la paix à Varsovie, 1950; Le souffleur de verre travaillant au chalumeau, 1957), par quoi Denis Milhau voit « chez Jean-Francis Laglenne l'effort de structuration d'un expressionnisme de type impressionniste des hommes en action »[14].

### Fresques murales
- Palais de la découverte, Paris[3].
- Hôtel de ville, Philippeville (Algérie)[3].

### Décors de théâtre
- Décor-tapisserie pour Orféo[15].
- Maquette pour un ballet tiré du Grand Meaulnes d'Alain-Fournier, 1937[16].

### Bibliophilie
- Jean Giraudoux, Le film de la Duchesse de Langeais, d'après Honoré de Balzac, frontispice en couleurs et hors-texte en noir et blanc de Jean-Francis Laglenne, Grasset, 1942.

## Expositions

### Expositions personnelles
- Galerie Vavin Raspail, Paris, 1926.
- Laglenne - Peintures 1920-1927, Galerie Colette Allendy, Paris, mars-avril 1927.
- Galerie Druet, 1928[17].
- Galerie Bernheim-Jeune, Paris, 1930[18].
- Galerie Vignon, Paris, 1931.
- Galerie Pierre Colle, Paris, 1932[19].
- Axel, Reid & Lefebvre Gallery, Londres, 1933.
- Œuvres décoratives et peintures de Jean-Francis Laglenne, Galerie Jeanne Bucher, 1937.
- Pierre Cornette de Saint-Cyr, commissaire-priseur, et Jean-Pierre Camard, expert, vente de l'atelier Jean-Francis Laglenne, Hôtel Drouot, Paris, 16 novembre 1983.

### Expositions collectives
- Salon des indépendants, Paris, à partir de 1920.
- Salon des Tuileries, Paris, à partir de 1920.
- Première exposition des néo-humanistes, Paris, 1924[4].
- Raoul Dufy, Jean-Francis Laglenne, Jean Lurçat, Louis Marcoussis - Peintures, gouaches, aquarelles, Galerie Berthe Weill, Paris, juillet 1925.
- Salon d'automne, Paris, 1925[20],[21].
- Grande exposition d'art moderne: Georges Braque, Raoul Dufy, André Derain, Marc Chagall, Juan Gris, Jean-Francis Laglenne, Fernand Léger, Henri Matisse, Pablo Picasso, Marie Laurencin, Jean Lurçat, Amédée Ozenfant, Aristide Maillol, Henri Laurens, Jacques Lipchitz, Chana Orloff, Ossip Zadkine, Nancy, 1926.
- Raoul Dufy, Jean-Francis Laglenne, Jean Lurçat, Louis Marcoussis, Galerie Aux quatre chemins, Paris, novembre 1927.
- Theater Kunstaustellung, Zurich, avril-mai 1931.
- Exposition française du Caire, Grand Palais du Guezireh, Le Caire, février 1938, Delphiniums au vase chinois, huile sur toile[22].
- Les fleurs et les fruits du romantisme à nos jours (exposition organisée par Raymond Nacenta et Léon de Laborde), Galerie Charpentier, Paris, décembre 1942 - janvier 1943.
- Du côté d'Auteuil - Paysages : Yves Brayer, Maurice Brianchon, Marcelle Brunswig, Pierre Guastalla, Jean-Francis Laglenne, Jacques Lestrille, Albert Marquet, André Planson, Maurice Utrillo, Galerie Le Point du jour, 129bis, boulevard Murat, Paris, décembre 1951 - janvier 1952[23].
- Exposition de dessins, gravures et aquarelles, exposition itinérante dans plusieurs musées de France, 1955-1956 (Musée d'art et d'industrie de Saint-Étienne, janvier-février 1956), catalogue préfacé par Jean-Francis Laglenne, Éditions de l'Union des arts plastiques, 1955.
- Le pétrole vu par 100 peintres, Palais Galliera 1959. Œuvre présentée : Le pétrole noir.[24]
- Des cheminées dans la plaine - cent ans d'industrie à Saint-Denis, 1830-1930, Musée d'art et d'industrie de Saint-Denis, juin-novembre 1998.
- The T. Catesby Jones Collection, University of Virginia Art Museum, Charlottesville, 2009[25].

## Réception critique
- « Une fois de plus, Laglenne se montre un homme de goût. Sachons gré à ce peintre de ses belles inventions. Son rouge qui se détache sur un fond brun-havane est d'un effet tout à fait imprévu. Laglenne sait l'art d'amener la couleur. » - Waldemar-George[20]
- « Qu'il s'agisse de portraits ou de fleurs, son art est toujours concentré, exact, précis. On n'y trouve aucune trace d'abandon, ni de nonchalance. C'est un dessin volontaire et appuyé qui cerne les visages, les pétales et les feuilles surpris dans leur fraîcheur mais immobilisés, comme des papillons qu'une épingle aurait cloués sur une planche. L'attrait incontestable de ces peintures provient même de cette alliance peu commune d'un trait sec, trop durement délimité, et de couleurs vives, claires, pimpantes, joyeuses. Contraste que l'on retrouve dans la matière elle-même : de belles surfaces glacées, pareilles à de l'émail, et, d'autre part, les tons les plus chauds, les plus vibrants du monde. Métier de raffiné qui joue déjà avec maîtrise de son pinceau. » - Fabien Sollar[19]
- « Des paysages, des portraits et surtout des fleurs aux structures affirmées et cubisantes par un artiste connu pour ses décors de théâtre, pour les qualités ornementales de ses cartons de tapis et de ses projets de tissu. » - Gérald Schurr[26]

## Collections publiques
- Musée national d'art moderne, Paris, Bouquet et Nature morte à la tortue, huiles sur toiles[27].
- Musée d'art moderne de la ville de Paris.
- Musée des beaux-arts de Rouen, Nature morte à la guêpe, huile sur toile.
- Musée de Grenoble, Tête de femme, huile sur toile.
- La Piscine (Musée d'art et d'industrie André-Diligent), Roubaix, Nature morte aux fleurs, huile sur toile, 1947[10].
- Musée d'art et d'histoire de Saint-Denis, Le souffleur de verre travaillant au chalumeau - Procédé en vogue dans une verrerie de Saint-Denis, aquarelle, don de l'artiste, 1957. « Dans un réalisme imprégné du cubisme - à la manière de Fernand Léger - Laglenne fait le portrait en action du souffleur de verre. Ce travail particulièrement pénible demande du souffle et de la patience. Près du feu qui maintient la boule de verre en fusion, l'homme modèle la forme à l'aide de son air pulsé au travers d'une canne creuse. »[28].
- Centre national des arts plastiques, dont dépôt: École nationale d'ingénieurs des travaux agricoles, Gradignan, Nature morte à l'arrosoir, huile sur toile.
- Bibliothèque municipale de Grenoble, Le film de la Duchesse de Langeais de Jean Giraudoux et Jean-Francis Laglenne.
- Musée du design de Zurich (Haute École d'art de Zurich).
- University of Virginia Art Museum, Charlottesville, Donation de la collection T. Catesby Jones[25].

## Collections privées
- Lugné-Poe.
- Napoléon Gourgaud.
- Fernand Aubier.
- Main Rousseau Bocher.
- Arnault Tzanck.
- Olivier Sainsère.
- Henri Michaut.
- Paul Rosenberg.
- Katia Granoff
- Alfred Daber et Max Berger.
- Edward G. Robinson[29].
- Elsa Schiaparelli, paravent en trompe-l'œil, 1932[30],[31].
- Eduardo Arroyo, Boxe, aquarelle et mine de plomb[32].